# مرکز جهانی مطالعات پیشرفته (GCAS)
مرکز جهانی مطالعات پیشرفته ( GCAS ‎/ˈdʒiːkɑːs/‎ ) یک مؤسسه آموزشی و تحقیقاتی مبتنی بر رمزارز واقع در شهر نیویورک و دوبلین است.  این دانشگاه به خاطر سمینارهایش با فیلسوفان، روزنامه‎‎‌نگاران، هنرمندان، دانشگاهیان و شخصیت های عمومی برجسته جهان شناخته می شود. GCAS توسط هیئت مدیره اداره می شود.  در سال 2017، GCAS به عنوان یک شرکت با مسئولیت محدود، کالج خصوصی GCAS College Dublin, Limited را به منظور ایجاد یک کالج مشترک بین اعضای هیئت علمی، کارکنان، حامیان مالی و فارغ التحصیلان تأسیس و آن را به اولین کالج دارای مالکیت مشترک مبتنی بر رمزارز (ارز دیجیتال غیرمتمرکز "GCASy") در جهان تبدیل کرد.

## تاریخچه
مرکز جهانی مطالعات پیشرفته (GCAS) ابتدا در ایالت کلرادو در اوت 2013 توسط Creston Davis (استاد فلسفه و روانکاوی و رئیس دانشگاه GCAS کالج دوبلین) تأسیس شد. این مؤسسه آموزش عالی مبتنی بر نظریه انتقادی و بر اساس مفهوم "آموزش بدون بدهی مبتنی بر اصول دموکراسی و اشتراک منافع "ایجاد شده است. کرستون دیویس بعدتر Jason M. Adams را به عنوان مدیر موسسه منصوب کرد. آدامز بعدها از GCAS کناره‎‎‎‌گیری کرد.
GCAS در همان سال تأسیس به گراندرپیدز میشیگان منتقل شد و در نوامبر 2013 به عنوان یک سازمان غیرانتفاعی در این ایالت به ثبت رسید. شرکت کلرادو به طور داوطلبانه در 26 فوریه 2014 منحل شد. در سال 2017 کرستون دیویس و تر وادن، استاد در کالج دوبلین، مؤسسه تحقیقاتی GCAS و  کالج GCAS در دوبلین را ادغام کردند.
از سال 2014 تا 2015 آلن بدیو، فیلسوف مشهور فرانسوی، نقش رئیس افتخاری در GCAS را بر عهده گرفت.  ازفار حسین در سال 2013 به عنوان معاون افتخاری  به GCAS پیوست و همچنان در این سمت مشغول به کار است. در ژوئیه 2015 اولین کنفرانس GCAS به نام "کنفرانس جهانی دموکراسی 2015" در آتن برگزار شد.   در همان سال GCAS با دو موسسه آموزش عالی در اروپا، Alma Mater Europaea-European Center Maribor (AMEU-ECM)  و Institutum Studiorum Humanitatis (ISH)وارد همکاری شد.  از سال 2017، لوئیس گوردون، استاد فلسفه در UCONN-Storrs، نقش رئیس افتخاری GCAS را بر عهده دارد.
در سال 2017 مرکز جهانی مطالعات پیشرفته به دلیل تفاوت ایدئولوژیک در مورد اخذ شهریه و دور شدن از مدل رمزارز محور GCAS، به طور رسمی به همکاری دانشگاهی خود با Alma Mater و ISH پایان داد. محققان، اعضای هیئت علمی و کارکنان GCAS تصمیم گرفتند یک موسسه تحقیقاتی مستقل در دوبلین تأسیس کنند، که به طور رسمی مؤسسه GCAS-Research Institute، ایرلند (GCAS-RII) نام دارد. 

## جامعه‌ی دانشگاهی
ساختار دانشگاهی GCAS به ده دانشکده تقسیم می شود: فلسفه انتقادی، رسانه‌های انتقادی و مطالعات فرهنگی، هنر، علوم انسانی و اجتماعی، مطالعات سیاسی، الهیات انتقادی، روانکاوی، اقتصاد سیاسی و آموزش انتقادی و هستی شناسی فورمال. این موسسه هم به صورت آنلاین و هم حضوری در پایان دوره‌های خود  مدرک لیسانس هنر ، کارشناسی ارشد هنر (MA) یا دکترای فلسفه (Ph.D) ارائه می‌کند.
موسسه‌ی GCAS با برخی از برجسته‌ترین اساتید دانشگاهی جهان از جمله جوآن کوپجک، سیمون کریچلی، انریکه دوسل، عارف دیرلیک، براچا ال اتینگر، آویتال رونل، گایاتری اسپیواک و جیانی واتیمو  همکاری می‌کند. از اعضای هیئت علمی افتخاری این موسسه می‎‎‌توان به آلن بدیو و اسلاوی ژیژک اشاره کرد.  علاوه بر اعضای اصلی GCAS با شماری از اساتید بین‌المللی دیگر نیز همکاری دارد . 
GCAS از زمان آغاز به کار خود بیش از چهارصد جلسه، کلاس، کارگاه و کنفرانس مختلف برگزار کرده است که در آنها با بیش از صدهزار نفر در سراسر جهان از بیش از 80 کشور مختلف تعامل داشته است. کنفرانس های این مؤسسه تاکنون در مرکز پمپیدو در پاریس، برلین، نیویورک، آتن، گرند رپیدز و سینسیناتی برگزار شده است. از جمله سخنران‎‌‎های GCAS می‌توان به الیور استون ، گایاتری چاکراورتی اسپیواک، آلن بدیو، فرهنگ عرفانی، طارق علی، آنتونیو نگری، زوئی کنستانتوپلو، ژان لوک نانسی، براچا اتینگر، آدریان پا، براد ایوانز، کلیتون کروکت، جان دی. کاپوتو، پل میسون، لئو پانیچ، جودی دین، برونو بوستیلز، فرانچسکا کوین، جیووانی توسا، لوری مارسو، پیت رولینز، آگاتا بیلیک رابسون، ویلیام دزموند جِموند، فراکی رابینز، کاترین کلر، کارل رشکه، جورج کاتسیافیکاس، شون مک فسل، گراهام پریست، مایکل هارت، هنری ژیروکس، اندرو راس، کاستاس لاپاویتزاس، آسترا تیلور و ریچارد ولف در میان دیگران اشاره کرد. 